# Niedernwöhren

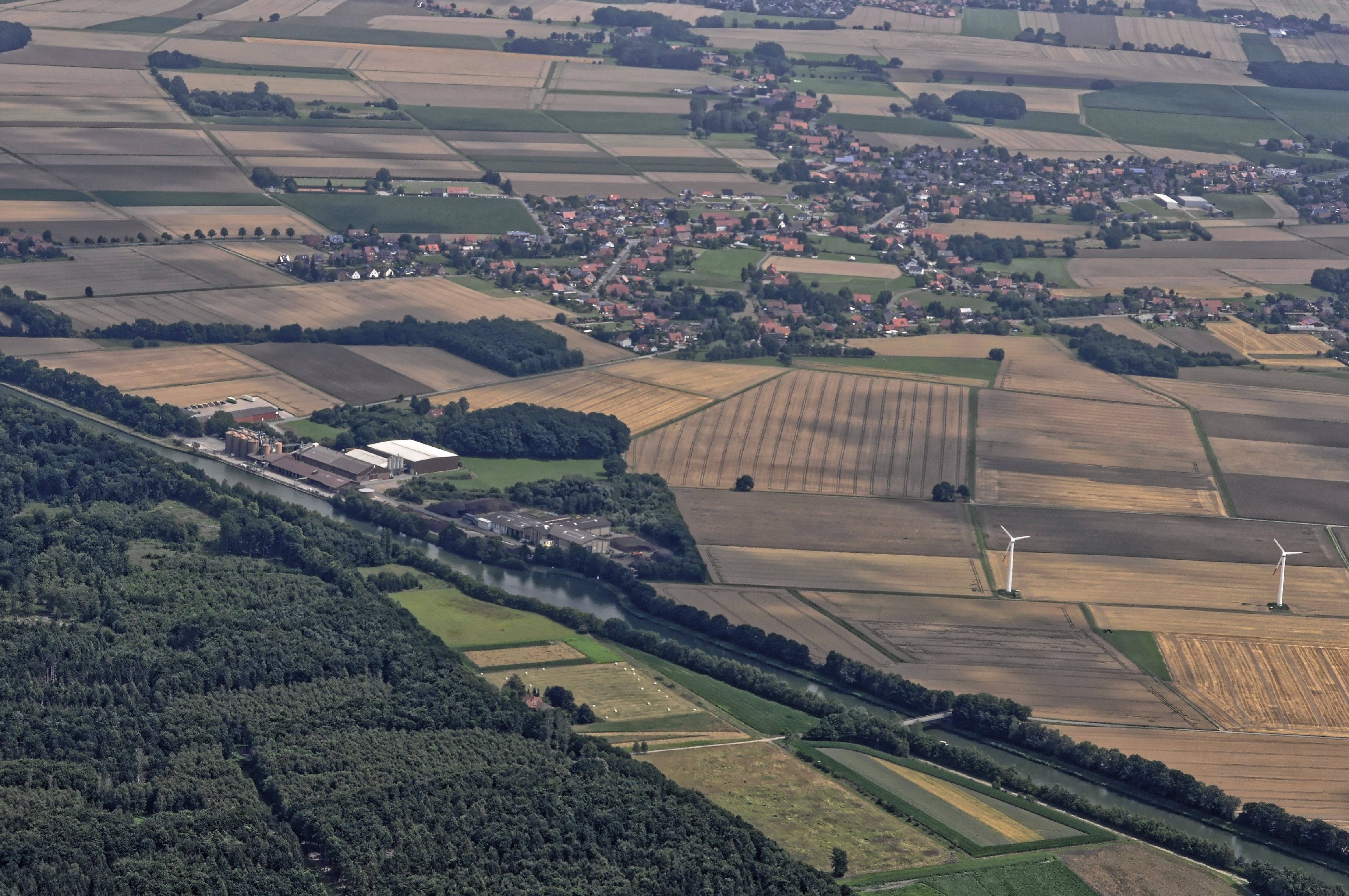
Luftaufnahme

Niedernwöhren ist eine Gemeinde im Landkreis Schaumburg in Niedersachsen. Die Gemeinde ist Verwaltungssitz der Samtgemeinde Niedernwöhren und hat 2012 Einwohner. Die Fläche beträgt 11,06 km².

## Geografie
Niedernwöhren liegt etwa 3 Kilometer nordwestlich der Kreisstadt Stadthagen am Rande des Schaumburger Waldes. Im nördlichen Bereich wird die Gemeinde durch den Mittellandkanal tangiert. Zur Nachbargemeinde Nordsehl bildet die Reeke die Grenze.
Außer dem Hauptort gehören noch die Wohnplätze Horsthöfe, Landwehr, Mittelbrink, Wiehagen und Wulfhagen zur Gemeinde.
Nachbargemeinden sind im Uhrzeigersinn die Gemeinden Pollhagen, Nordsehl, Meerbeck und Wiedensahl.

## Geschichte
Die Gemeinde wird erstmals im Jahre 1232 sicher in einer Leibzuchtverschreibung als Nederenworden erwähnt. Erst im 19. Jahrhundert bürgerte sich die heutige Schreibweise ein. Eine Reihe von Rodungshöfen am Schaumburger Wald bildete die Anfangskette des Ortes. 1559 wurde der evangelische Glauben eingeführt.
In Niedernwöhren (Amt Stadthagen) wurde 1593 eine Hexenverfolgung durchgeführt, bei der der Mann Grimme in einen Hexenprozess geriet.
Bei der Teilung der Grafschaft Schaumburg 1648 kam der Ort zum lippischen Teil und gehörte zum Amt Stadthagen. Bereits 1766 war Niedernwöhren das größte Dorf im Amtsbereich. 1768 erfolgte die Gründung von Mittelbrink durch Graf Wilhelm zu Schaumburg-Lippe. Die angesiedelten Arbeiter und Handwerker erhielten eine zwölfjährige Freiheit von Abgaben. 1876 kam es zur Bildung eines Feuerlöschverbandes mit Meerbeck, Volksdorf, Hespe und Hobbensen. 1927 wurde die Freiwillige Feuerwehr Niedernwöhren gegründet.
Im Jahr 1871 bildete Niedernwöhren eine Landgemeinde und gehörte zum Landratsamtsbezirk Stadthagen-Hagenburg. Weitere Stationen waren von 1899 bis 1948 der Kreis Stadthagen und von 1948 bis 1977 der Landkreis Schaumburg-Lippe. Am 1. März 1974 erfolgte der Zusammenschluss mit Lauenhagen, Meerbeck, Nordsehl, Pollhagen und Wiedensahl zur Samtgemeinde Niedernwöhren. Seit August 1977 gehört die Gemeinde zum neu gebildeten Landkreis Schaumburg.

## Religion
Die Bevölkerung ist überwiegend evangelisch.
- Ev.-luth. Kirchengemeinde. Das Gebiet der Gemeinde Niedernwöhren ist bis auf den Ortsteil Mittelbrink, der zur Kirchengemeinde Pollhagen gehört, der Kirchengemeinde Meerbeck angegliedert.
- Die katholische Bevölkerung der Gemeinde Niedernwöhren gehört zur kath. Kirchengemeinde St. Joseph in Stadthagen.

## Politik

### Gemeinderat
Der Rat der Gemeinde Niedernwöhren besteht aus 11 Ratsfrauen und Ratsherren. Die Ratsmitglieder werden durch eine Kommunalwahl für jeweils fünf Jahre gewählt.
Bei der letzten Kommunalwahl 2021 ergab sich folgende Sitzverteilung:
| Gemeinderat 2021Insgesamt 11 Sitze - SPD: 8 - CDU: 3 |

Vorherige Sitzverteilungen:
| Wahljahr | SPD | CDU | Gesamt   |
| -------- | --- | --- | -------- |
| 2016     | 8   | 3   | 11 Sitze |

### Bürgermeister / Verwaltung
Bürgermeister ist Thomas Bachmann (SPD). Zum Gemeindedirektor hat der Rat Sebastian Kühn bestellt. Das Gemeindebüro befindet sich in der alten Schule, Hauptstr. 19.

### Wappen
Nach der Hauptsatzung der Gemeinde wird kein Wappen geführt.

## Kultur und Sehenswürdigkeiten

### Sport
Die sportliche Betätigung findet im Turn- und Sportverein (TuS) Niedernwöhren von 1912 e. V. statt. Der TuS betreibt die Sparten Fußball, Aerobic, Jazzdance, Leichtathletik, Rudern, Tanzen, Tennis, Tischtennis, Turnen und Volleyball. An Sportstätten sind zwei Sportplätze, eine Turnhalle und ein Bootshaus am Hafen Wiehagen vorhanden.

### Vereine
- Förderverein der Freiwilligen Feuerwehr Meerbeck-Niedernwöhren
- PSV Niedernwöhren[4]
- Briefmarkenclub Niedernwöhren
- Handels-, Gewerbe- und Verkehrsverein (HGV) Niedernwöhren e. V.
- Sozialverband Deutschland (Reichsbund), Ortsgruppe Niedernwöhren
- Achttourigen Tanzgruppe Niedernwöhren
- Seemannsverein Niedernwöhren und Umgebung e. V.

Eine Besonderheit im Binnenland ist der Seemannsverein Niedernwöhren und Umgebung e. V. von 1902. In Ermangelung von Arbeitsplätzen vor Ort fuhren von 1830 bis 1967 zahlreiche Arbeitnehmer als Heringsfänger in den Fangzeiten zur See. In der Zeit stellte allein der Raum Niedernwöhren 104 Kapitäne. Um das Brauchtum zu pflegen und auch neue Heuerverträge zu schließen, gründete sich der Seemannsverein. Zum Gedenken an die während der Arbeit ums Leben gekommenen Seeleute wurde ein Seemannsdenkmal im benachbarten Meerbeck errichtet.

## Wirtschaft und Infrastruktur

### Öffentliche Einrichtungen
- Für Sicherheit und Ordnung ist das Polizeikommissariat Stadthagen zuständig. Im Tagdienst ist eine Polizeistation in Niedernwöhren eingerichtet.
- Für den Brandschutz und die allgemeine Hilfe ist die fusionierte Ortsfeuerwehr Meerbeck-Niedernwöhren (Freiwillige Feuerwehr) zuständig.

### Bildung
Im Vorschulbereich sind ein Kindergarten, eine Kindertagesstätte und ein privates Kinderhaus vorhanden. Die Samtgemeinde unterhält in Niedernwöhren eine Grundschule, die seit 2014 „Wilhelm-Busch-Grundschule“ heißt und der 2014/2015 die Grundschule Meerbeck angegliedert wurde. Weiterführende Schulen befinden sich in Helpsen und Stadthagen.

### Verkehr
Etwa drei Kilometer südöstlich verläuft die Bundesstraße 65. In Ost- und Westrichtung ist die Bundesautobahn 2 mit den Anschlussstellen Bad Nenndorf oder Bad Eilsen zu erreichen. Der nächstgelegene Bahnhof befindet sich in Stadthagen. Hier werden Regionalzüge in Richtung Hannover – Braunschweig und Bielefeld – Rheine erreicht. Der Bahnhof ist auch Haltestelle der S-Bahn Hannover. Der ÖPNV wird über die Linie 2121 der Schaumburger Verkehrs-Gesellschaft abgewickelt. Innerörtlich kann auf das Anrufbussystem Niedernwöhren zugegriffen werden.
In der Vergangenheit bediente die Bahnstrecke Stadthagen–Stolzenau Niedernwöhren.
Der Schiffsverkehr wird an den Häfen Niedernwöhrens abgefertigt.